# Supercopa d'Espanya de futbol 2012
La Supercopa d'Espanya de 2012 va ser la 29a edició de la Supercopa d'Espanya de futbol, una competició futbolística que enfronta el campió de la lliga espanyola amb el de la copa. En aquesta ocasió es va disputar a doble partit, d'anada i de tornada, i la van jugar el campió de la Primera divisió espanyola 2011/12 i el campió de la Copa del Rei de futbol 2011-12. Els partits es van jugar el 23 d'agost al camp del Futbol Club Barcelona com a campió de la Copa del Rei i el 29 d'agost al camp del R. Madrid com a campió de lliga.
El campió fou el Reial Madrid, que tot i que el resultat global fou de 4-4, va superar el Futbol Club Barcelona pel valor doble dels gols en camp contrari.

## Partit d'anada
| FC Barcelona                          | 3-2  | R. Madrid                  |
| ------------------------------------- | ---- | -------------------------- |
| Messi (p.) 54' · Pedro 56' · Xavi 77' | Acta | Ronaldo 55' · Di María 84' |

| FC Barcelona | R. Madrid |

| GK            | 1  | Víctor Valdés     |     |     |
| RB            | 2  | Daniel Alves      |     |     |
| CB            | 14 | Javier Mascherano | 45' |     |
| CB            | 3  | Gerard Piqué      | 49' |     |
| LB            | 21 | Adriano           |     |     |
| DM            | 16 | Sergio Busquets   |     |     |
| CM            | 6  | Xavi (c)          |     | 82' |
| CM            | 8  | Andrés Iniesta    |     |     |
| RW            | 9  | Alexis Sánchez    |     | 71' |
| LW            | 17 | Pedro             |     | 86' |
| CF            | 10 | Lionel Messi      |     |     |
| Suplents:     |    |                   |     |     |
| GK            | 13 | José Manuel Pinto |     |     |
| DF            | 5  | Carles Puyol      |     |     |
| DF            | 18 | Jordi Alba        |     | 86' |
| MF            | 4  | Cesc Fàbregas     |     | 82' |
| MF            | 28 | Sergi Roberto     |     |     |
| MF            | 37 | Cristian Tello    |     | 71' |
| FW            | 7  | David Villa       |     |     |
| Entrenador:   |    |                   |     |     |
| Tito Vilanova |    |                   |     |     |

| GK            | 1  | Iker Casillas (c) |     |     |
| RB            | 17 | Álvaro Arbeloa    | 44' |     |
| CB            | 18 | Raúl Albiol       | 50' |     |
| CB            | 4  | Sergio Ramos      |     |     |
| LB            | 5  | Fábio Coentrão    |     |     |
| CM            | 14 | Xabi Alonso       | 11' |     |
| CM            | 6  | Sami Khedira      |     |     |
| RW            | 21 | José Callejón     |     | 65' |
| LW            | 7  | Cristiano Ronaldo |     |     |
| AM            | 10 | Mesut Özil        |     | 81' |
| CF            | 9  | Karim Benzema     |     | 60' |
| Suplents:     |    |                   |     |     |
| GK            | 13 | Antonio Adán      |     |     |
| DF            | 12 | Marcelo           |     | 81' |
| DF            | 2  | Raphaël Varane    |     |     |
| MF            | 24 | Lassana Diarra    |     |     |
| MF            | 11 | Esteban Granero   |     |     |
| MF            | 22 | Ángel di María    |     | 65' |
| FW            | 20 | Gonzalo Higuaín   |     | 60' |
| Entrenador:   |    |                   |     |     |
| José Mourinho |    |                   |     |     |

| Àrbitres assistents: Calvo Guadamuro Marco Martínez Quart àrbitre: Usón Rosel |

## Partit de tornada
| Reial Madrid CF           | 2 – 1 | FC Barcelona |
| ------------------------- | ----- | ------------ |
| Higuaín 11' · Ronaldo 19' | Acta  | Messi 45'    |

| R. Madrid | FC Barcelona |

| GK            | 1  | Iker Casillas (c) |     |     |
| RB            | 17 | Álvaro Arbeloa    | 38' |     |
| CB            | 3  | Pepe              | 20' |     |
| CB            | 4  | Sergio Ramos      | 72' |     |
| LB            | 12 | Marcelo           |     |     |
| CM            | 14 | Xabi Alonso       |     |     |
| CM            | 6  | Sami Khedira      | 63' |     |
| RW            | 22 | Ángel di María    |     | 79' |
| LW            | 7  | Cristiano Ronaldo |     |     |
| AM            | 10 | Mesut Özil        |     | 83' |
| CF            | 20 | Gonzalo Higuaín   |     | 82' |
| Suplents:     |    |                   |     |     |
| GK            | 13 | Antonio Adán      |     |     |
| DF            | 18 | Raúl Albiol       |     |     |
| MF            | 19 | Luka Modrić       |     | 83' |
| MF            | 24 | Lassana Diarra    |     |     |
| DF            | 27 | Nacho             |     |     |
| MF            | 21 | José Callejón     |     | 79' |
| FW            | 9  | Karim Benzema     |     | 82' |
| Entrenador:   |    |                   |     |     |
| José Mourinho |    |                   |     |     |

| GK            | 1  | Víctor Valdés     |     |     |
| RB            | 21 | Adriano           | 28' |     |
| CB            | 14 | Javier Mascherano | 14' |     |
| CB            | 3  | Gerard Piqué      | 50' |     |
| LB            | 18 | Jordi Alba        |     |     |
| DM            | 16 | Sergio Busquets   |     | 75' |
| CM            | 6  | Xavi (c)          |     |     |
| CM            | 8  | Andrés Iniesta    |     |     |
| RW            | 9  | Alexis Sánchez    |     | 32' |
| LW            | 17 | Pedro             |     | 82' |
| CF            | 10 | Lionel Messi      |     |     |
| Suplents:     |    |                   |     |     |
| GK            | 13 | José Manuel Pinto |     |     |
| DF            | 15 | Marc Bartra       |     |     |
| DF            | 19 | Martín Montoya    |     | 32' |
| MF            | 4  | Cesc Fàbregas     |     |     |
| MF            | 25 | Alex Song         |     | 75' |
| MF            | 37 | Cristian Tello    |     | 82' |
| FW            | 7  | David Villa       |     |     |
| Entrenador:   |    |                   |     |     |
| Tito Vilanova |    |                   |     |     |

| Àrbitres assistents: Cebrián Devis Núñez Fernández Quart àrbitre: Gil Coscolla |

|                     |
| Campió Reial Madrid |
| (Novè títol)        |